# Dagmar Hase
Dagmar Hase (Quedlinburg, 22. prosinca 1969.) je bivša njemačka plivačica.